# 大浦站 (新潟縣)

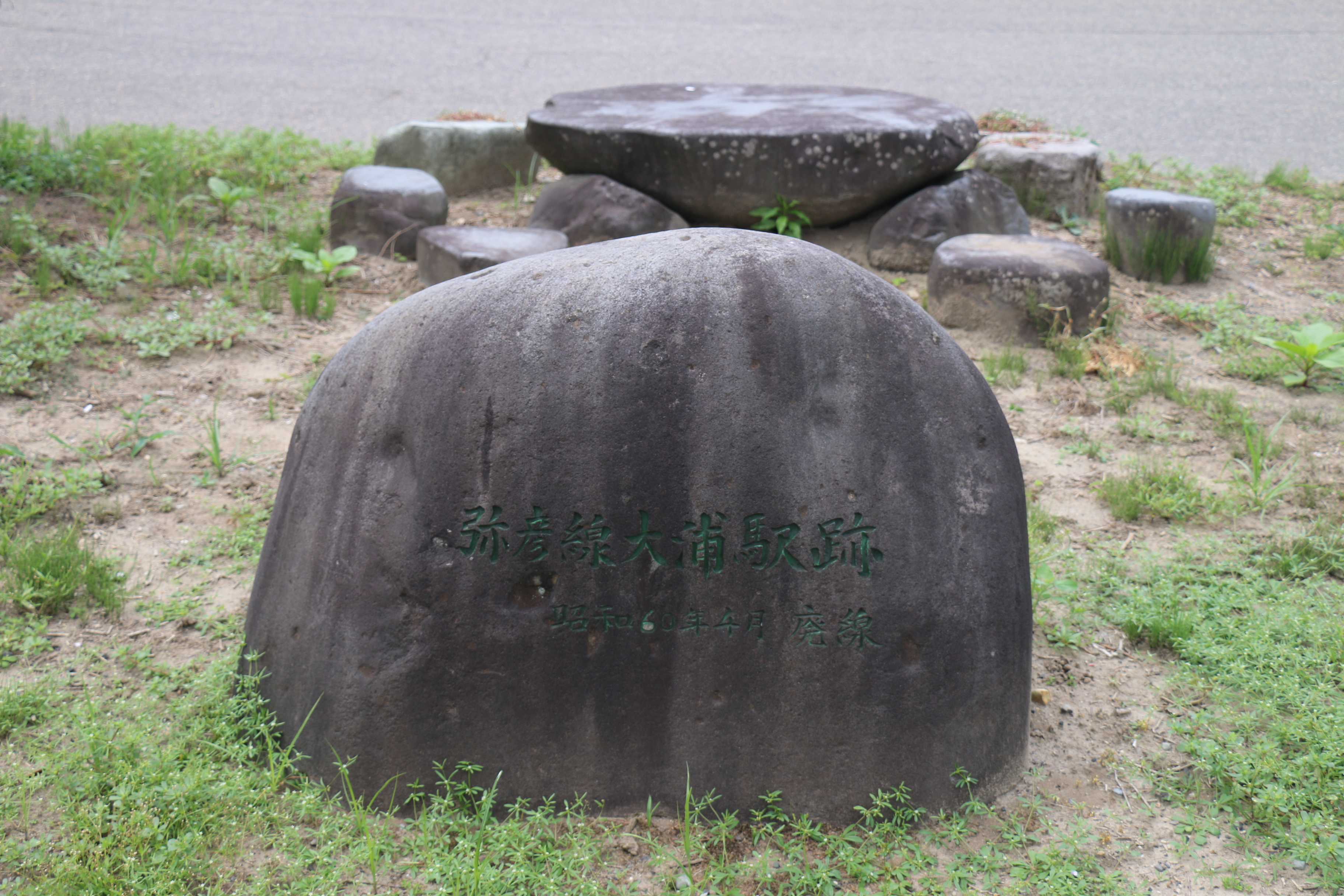
車站遺址的石碑（2016年8月2日）

大浦站（日语：／ Ōura eki */?）是位於新潟縣南蒲原郡下田村下大浦（現時：三條市下大浦），日本國有鐵道（國鐵）的彌彥線車站（廢站）。

## 歷史
- 1927年（昭和2年）
  - 7月31日 - 越後鐵道車站啟用，當時為一般車站[1]。
    - 關於車站名稱，最初預定為「越後高岡站」，但是在車站啟用的40日前變為大浦站[2]。

  - 10月1日 - 越後鐵道被國有化，成為彌彥線車站[1]。
- 1944年（昭和19年）10月16日 - 車站暫停營業[1]。
- 1946年（昭和21年）
  - 6月11日 - 為了重開車站，開始於站內進行鋪設工程，舉行了動工儀式[3]。
  - 10月1日 -  車站重開[1]。
- 1960年（昭和35年）3月25日 - 結束處理貨物[1]。
- 1976年（昭和51年）4月1日 - 結束處理行李[4]。成為無人車站[5]。
- 1985年（昭和60年）4月1日 - 彌彥線東三條至越後長澤之間被廢除[1]。

## 車站構造
截至車站廢除前，車站是一座地面車站，設有1面1線的單式月台。站內設有木製車站大樓平房。此站是無人車站。

## 使用狀況
在1981年度，一日平均乘車人次為42人。

## 車站周邊
舊站前的南邊是下大浦村落。車站後方的北邊是五十嵐川的左岸，對面設有高岡村落。車站遺址位於兩村落的中間。在高岡一方，五十嵐川的左岸路堤上設有國道289號的舊道，該道現時名為新潟縣道331號三條下田線。
在廢線後，路軌遺址建設了國道289號繞道。車站遺址由當時的下田村建設了休憩設施「姬百合公園」，公園內建立了石碑，刻上「彌彥線大浦站蹟」，公園內也設有廁所。在舊國道曾經設有越後交通「高岡」巴士站，後來隨著繞道建成後便遷移至該處。

## 相鄰車站
日本國有鐵道
彌彥線
越後大崎－大浦－越後長澤

## 注腳
1. 1 2 3 4 5 6 7 8 9 10  石野哲（編）. . JTB. 1998: 602. ISBN 978-4-533-02980-6 （日语）.
2. ↑  《国鉄全線各駅停車・6 中央・上信越440駅》（小學館 1983年10月20日第1版）p.168
3. ↑  讀賣新聞昭和21年6月12日新潟版
4. ↑  . 官報. 1977-04-01 （日语）.
5. 1 2  . 鐵道公報 (日本國有鐵道總裁室文書課). 1976-04-01: 2 （日语）.